# Charles Rondeaux de Montbray
Charles Rondeaux, seigneur de Montbray, né le 29 janvier 1753 à Rouen, mort à Louviers le 13 mars 1820 est un magistrat et homme politique français, maire de Rouen sous la Révolution.

## Biographie
Charles Marin François Rondeaux naît le 29 janvier 1753 à Rouen, paroisse Saint-Sauveur, de Jean Rondeaux de Sétry (1720-1805), seigneur de Saint-Étienne-du-Rouvray, conseiller à la Cour des aides et finances de Rouen, intendant du Jardin des Plantes, directeur de l'Académie des sciences, belles-lettres et arts de Rouen, et de Marie Scholastique Claude Desmonts (1732-1811).
Il obtient à 13 ans en 1766 le premier prix de botanique décerné par l'académie de Rouen dont il est élu membre à 18 ans.
Conseiller-maître à la Cour des aides et finances de Rouen, conseiller du roi et son procureur au bureau des finances, chambre du domaine et voierie de Rouen, il devient en 1790 membre du directoire du département de la Seine-Inférieure.
Il est élu maire de Rouen le 24 décembre 1792. Monarchiste, il est destitué le 27 octobre 1793 et sur ordre du Comité de salut public de Seine-Inférieure est enfermé. Emprisonné dans un premier temps à la maison d'arrêt de Saint-Lô, il rejoint la prison de Saint-Yon où il retrouve le marquis d'Herbouville et Pierre Nicolas de Fontenay. Libéré le 24 août 1794, il est réhabilité après Thermidor.
Il se retire à Louviers, dans sa maison rue de la Salle-au-Bois. Il devient manufacturier. Figure du développement des filatures de coton et de laine de Louviers, il met en service des filatures hydrauliques dans ses usines du quartier de La Villette. Il devient président du tribunal de commerce de Louviers.
Il meurt à Louviers le 13 mars 1820.
Marié à la sœur du baron Charles Bernard Chapais de Marivaux puis à la fille du négociant et manufacturier Pierre Dufou, Marie-Anne Dufou, il est le père de Jean-Baptiste Rondeaux.

## Descendance
Il épouse le 25 octobre 1774 à l'église Saint-Sauveur de Rouen Constance Adelaïde Chapais (1753-1777), sœur du baron Charles Bernard Chapais de Marivaux :
- Jean Baptiste François André (1775-1864), négociant et député;
- Charles Marin Constant (1777-1841), filateur de coton.

Il épouse en secondes noces le 21 octobre 1781 à l'église Saint-Éloi de Rouen Marie-Anne Dufou (1747-1816), fille du négociant et manufacturier Pierre Dufou :
- Charles Henri (1782-1784);
- Anne Françoise Adélaïde (1786-1863);
- Édouard Henri Constant (1789-1860), fabricant d'indiennes;
- Adélaïde Flore (1790-1820).

Il est l'arrière-grand-père maternel de l'écrivain André Gide (1869-1951).